# 朝日丘公園 (大空町)
43°54′32.0″N 144°12′55.0″E / 43.908889°N 144.215278°E

朝日丘公園的向日葵花田

朝日丘公園是位於日本北海道網走郡大空町女滿別朝日地區的公園。曾經為導演黑澤明的電影夢第五段－鴉的拍攝地點。
公園位於女滿別車站東側約四公里的山丘上，公園內建有展望台，可以遠360度眺望網走湖、斜里岳、阿寒山脈等週邊地區，展望台週邊有約三公頃的的向日葵花田，於每年8月中旬至9月中旬開花。
由於此處景色畫家文生·梵谷的作品麥田群鴉相近，因此黑澤明在拍攝電影「夢」的第五段「鴉」時，便在此地拍攝。

## 外部連結
- （日語） 大空町 - 朝日丘公園 （页面存档备份，存于）